# Aïcirits-Camou-Suhast
Aïcirits-Camou-Suhast är en kommun i departementet Pyrénées-Atlantiques i regionen Nouvelle-Aquitaine i sydvästra Frankrike. Kommunen ligger i kantonen Saint-Palais som tillhör arrondissementet Bayonne. År 2022 hade Aïcirits-Camou-Suhast 695 invånare.

## Befolkningsutveckling
Antalet invånare i kommunen Aïcirits-Camou-Suhast
| Referens: INSEE |